# Alfred Cauchie
Alfred Henri Joseph Cauchie (* 26. Oktober 1860 in Haulchin, Hennegau; † 10. Februar 1922 in Rom) war ein belgischer Kanoniker, Historiker und Hochschullehrer.

## Leben
Nach dem Absolvieren seiner Sekundarschulbildung von 1874 bis 1880 am Petit Séminaire de Bonne-Espérance in Vellereille-les-Brayeux studierte er zwischen 1880 und 1882 Philosophie am Priesterseminar. 1885 erfolgte seine Priesterweihe, ehe ihn der Bischof von Tournai Isidoro-Giuseppe-Victor du Rousseaux 1886 zum Studium der Geschichte an die Katholische Universität Löwen sandte. Dieses Studium schloss er 1888 mit einem Lizenziat in Moralwissenschaften und Geschichte ab.
Cauchie war 1888–1889 Kollegiat am Campo Santo Teutonico in Rom und Mitarbeiter im Geheimarchiv des Vatikans. 1891 erwarb er einen Doktortitel in Moralwissenschaften und Geschichte an der Katholischen Universität Löwen. Im Anschluss war er dort Dozent für Heuristik, Geschichtskritik und der Kirchengeschichte. 1896 war er maßgeblich an der Zusammenfassung der Kurse für Geschichte, Theologie und Kanonisches Recht zu einem Historischen Seminar beteiligt.
1900 gründete er zusammen mit Paulin Ladeuze, dem späteren jahrzehntelangen Rektor der Katholischen Universität Löwen, die Revue d’histoire ecclésiastique, einer noch heute erscheinenden Fachzeitschrift für die Geschichte des Christentums.
Außerdem setzte er sich für ein Belgisches Historisches Institut in Rom ein, das 1902 von Dom Ursmer Berlière, einem Mönch der Benediktiner-Abtei Maredsous gegründet wurde und dessen Direktor er selbst von 1918 bis zu seinem Tode war. 1919 wurde er zum Mitglied der Académie royale des Sciences, des Lettres et des Beaux-Arts de Belgique gewählt.
Cauchie starb an den Folgen eines Verkehrsunfalls und wurde in der Priestergruft des Campo Santo Teutonico beigesetzt.

## Veröffentlichungen
Zu Cauchies bekanntesten Veröffentlichungen zählt die Geschichte des Investiturstreits im Bistum Lüttich und Erzbistum Cambrai in den Jahren 1075 bis 1107, die in zwei Bänden erschien, sowie sein Bericht über seine Tätigkeit im Vatikanischen Geheimarchiv. Diese erschienen unter folgenden Titeln:
- La Querelle des investitures dans les diocèses de Liège et de Cambrai, vol. 1 : Les réformes grégoriennes et les agitations réactionnaires (1075–1092), Band 1, 1890
- La Querelle des investitures dans les diocèses de Liège et de Cambrai, vol. 2 : Le Schisme (1092–1107), Band 2, 1891
- Mission aux archives vaticanes : Rapport à M. le ministre de l’intérieur et de l’instruction publique, 1892
- Documents sur la principauté de Liége (1230–1532) spécialement au début du XVIe siècle, Co-Autor Girolamo Aleandro, 1908